# Coleção Argonauta

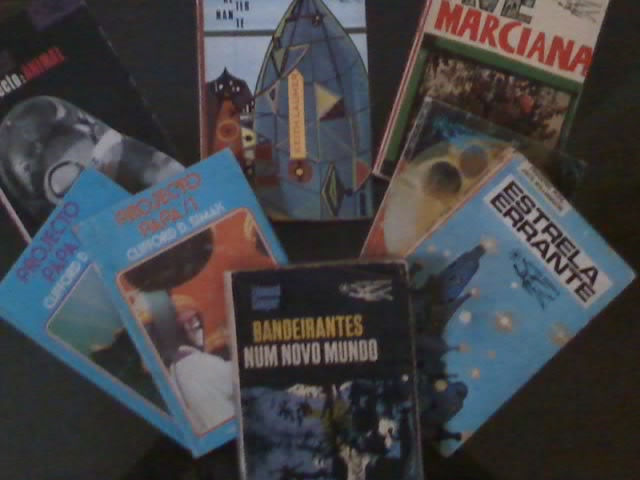
Livros da Colecção Argonauta.

A Colecção Argonauta,  é uma colecção de livros de bolso de ficção científica, publicada pela editora Livros do Brasil. Foi pioneira na divulgação da ficção científica em Portugal e tornou-se uma das mais influentes publicações em língua portuguesa no gênero, embora os livros da coleção já estivessem publicados quase em sua totalidade no Brasil, lembrando que a editora Livros do Brasil fora criada para divulgar em Portugal os livros que já se encontravam disponíveis no Brasil.
A colecção foi idealizada pelo fundador da Livros do Brasil, António de Souza-Pinto, e o primeiro título saiu em Novembro de 1953, indica uma nota publicada em 1999 no volume 500º da colecção.

## Autores mais publicados
Autores com 10 ou mais títulos de entre todas as 563 edições, incluindo obras escritas sob pseudónimo:
- Clifford D. Simak: 33
- Robert Heinlein: 31
- A. E. van Vogt: 22
- Brian Aldiss: 18
- James Blish: 17
- Frederik Pohl: 17
- Ray Bradbury: 16
- Philip José Farmer: 16
- Anne McCaffrey: 16
- Isaac Asimov: 15
- Philip K. Dick: 14
- Murray Leinster: 13
- Gordon R. Dickson: 13
- Bob Shaw: 13
- Poul Anderson: 11
- Arthur C. Clarke: 10

## Prémios concedidos a obras publicadas
Entre as primeiras 315 edições publicadas, havia:
- 11 Hugo (Science Fiction Achievement Award)[6]
- 2 Prix Jules Verne
- 2 Nebula SF Award
- 1 Jupiter Award
- 1 International Fantasy Award
- 1 Horn Book Award
- 1 Newbery Silver Medal
- 1 National Book Award

## Tradutores com 10 ou mais traduções
De entre os tradutores Eurico da Fonseca destacou-se por ampla margem:
1. Eurico da Fonseca: 234
2. Alexandra Santos Tavares: 37
3. Mário Henrique Leira: 34
4. António Porto: 31
5. Raul de Sousa Machado: 15
6. Maria Emília Ferros Moura: 13
7. Eduardo Saló: 11
8. Fernando de Castro Ferro: 10

## Capas
As capas das obras foram na sua maioria atribuídas a artistas portugueses, nomeadamente Cândido Costa Pinto,
Lima de Freitas e
A. Pedro. As capas das primeiras 300 publicações podem ser encontradas no Flickr

## Comentário de Eurico da Fonseca
Em Abril de 1999, quando a Colecção Argonauta publicou o 500º volume, intitulado "Ó Pioneiro!", da autoria de Frederik Pohl e traduzido por Alexandra Santos Tavares, Eurico da Fonseca escreveu uma resenha histórica nesse mesmo volume. Excerto:
"Que a Colecção Argonauta tenha chegado ao número 500, e por certo irá continuar por muitos anos e bons, é sinal [de] que algo mudou. A 'fantasia' já não é confundida com a mentira, com a ilusão. Agora é a porta da esperança. Um sinal disso é, curiosamente, a identificação das história de OVNIs com os clássicos da FC - os 'homenzinhos verdes' surgiram com "O Estranho Mundo de Kilsona", o segundo volume da Argonauta, mas hoje são uma imagem a que recorrem muitos dos que desejariam não estar sós neste Universo. Não foi também por acaso que "2001, Odisseia no Espaço" se tornou num marco na história do cinema. Mas não é só no aspecto psicológico que a ficção científica assumiu um papel de guia. Recorde-se outro volume na Argonauta - "Revolta na Lua", de Heinlein: o primeiro em que se descreveu a possibilidade de os computadores criarem personagens artificiais, inspirando as técnicas usadas em filmes, desde "Toy Story" a "Titanic" e mil e um efeitos especiais. Os 500 volumes da Argonauta não foram o resultado de uma mudança na nossa mentalidade - foram a causa dessa mudança. O facto de ter traduzido metade deles é a melhor das minhas memórias. Ao fazê-lo senti que estava a deitar à terra as sementes do futuro."

## Curiosidades
- O único autor lusófono a ser publicada na Colecção Argonauta foi Márcia Guimarães, com A Conspiração dos Imortais.

## Reações no Brasil…
- A venda desta coleção estava "interdita na República Federativa do Brasil", como indicava a ficha técnica de cada livro.

- A Ediouro e a Vecchi publicaram  diversos livros do gênero no Brasil e que nunca foram publicados em Portugal; Posteriormente as editoras Clube do Livro e Francisco Alves publicaram o que houve de melhor na ficção científica, esta última ficando marcada como a primeira a publicar alguns dos pioneiros e maiores escritores do gênero em língua portuguesa.

## Lista de obras publicadas

### Números 1 a 100
Entre a primeira centena de obras publicadas encontram-se O Mundo Marciano, O Homem Ilustrado e Fahrenheit 451 de Ray Bradbury, bem como a antologia de contos - "De Júlio Verne aos Astronautas"  organizado pelo português Lima de Freitas. Estas obras foram publicadas nesta coleção entre 1954 e 1965.
| Nº  | Título em português | Título original                                                          | Autor                       | Notas                                                                                           |
| --- | --- | ------------------------------------------------------------------------ | --------------------------- | ----------------------------------------------------------------------------------------------- |
| 1   | Perdidos na Estratosfera | Adrift in the Stratosphere                                               | A. M. Low                   |                                                                                                 |
| 2   | O Estranho Mundo de Kilsona | The Green Man of Graypec                                                 | Festus Pragnell             |                                                                                                 |
| 3   | A Última Cidade da Terra | The City at World's End                                                  | Edmond Hamilton             |                                                                                                 |
| 4   | A Nave Sideral | The Last Space Ship                                                      | Murray Leinster             |                                                                                                 |
| 5   | O Universo Vivo | L'Univers Vivant                                                         | Jimmy Guieu                 |                                                                                                 |
| 6   | O Mundo Marciano | The Martian Chronicles                                                   | Ray Bradbury                |                                                                                                 |
| 7   | Inconstância do Amanhã | Tomorrow Sometimes Comes                                                 | F. G. Rayer                 |                                                                                                 |
| 8   | O Veneno de Marte | David Starr: Space Ranger                                                | Paul French                 |                                                                                                 |
| 9   | Missão Interplanetária | The Voyage of the Space Beagle                                           | A. E. van Vogt              |                                                                                                 |
| 10  | Exploradores do Universo | Antro the Life Giver                                                     | Jon J. Deegan               |                                                                                                 |
| 11  | O Homem que Vendeu a Lua | The Man Who Sold the Moon                                                | Robert A. Heinlein          | Hugo: 1951 (2001)                                                                               |
| 12  | Os Humanóides Atacam | From what far star                                                       | Bryan Bery                  |                                                                                                 |
| 13  | O Cérebro de Donovan | Donovan's Brain                                                          | Curt Siodmak                |                                                                                                 |
| 14  | Indómito Planeta | The Metal eater                                                          | Roy Sheldon                 |                                                                                                 |
| 15  | O Mundo em Perigo | World at Bay                                                             | E. C. Tubb                  |                                                                                                 |
| 16  | Sentinelas do Universo | Sentinels from Space                                                     | Eric Frank Russell          |                                                                                                 |
| 17  | Regresso à Pré-História | Three Go Back                                                            | J. Leslie Mitchell          |                                                                                                 |
| 18  | O Homem Ilustrado | The Illustrated Man                                                      | Ray Bradbury                |                                                                                                 |
| 19  | Caminhos do Espaço | Spaceways                                                                | Charles Eric Maine          |                                                                                                 |
| 20  | A Sexta Coluna | The Day After Tomorrow                                                   | Robert A. Heinlein          |                                                                                                 |
| 21  | As Correntes do Espaço | The Currents of Space                                                    | Isaac Asimov                |                                                                                                 |
| 22  | Vigilância Sideral | Les Étoiles ne s'en Foutent Pas                                          | Pierre Versins              |                                                                                                 |
| 23  | Slan | Slan                                                                     | A. E. van Vogt              |                                                                                                 |
| 24  | A Tentação Cósmica | La Tentacion Cosmique                                                    | Roger Sorez                 |                                                                                                 |
| 25  | O Reino das Mulheres | The Haploids                                                             | Jerry Sohl                  |                                                                                                 |
| 26  | A Idade do Ouro | Childhood's End                                                          | Arthur C. Clarke            |                                                                                                 |
| 27  | O Planeta 54 | Chute Libre                                                              | Albert Crémieux             |                                                                                                 |
| 28  | Futuro do Mundo | Pebble in the Sky                                                        | Isaac Asimov                |                                                                                                 |
| 29  | Loucura no Universo | What Mad Universe                                                        | Fredric Brown               |                                                                                                 |
| 30  | Gerações do Amanhã | Beyond This Horizon                                                      | Robert A. Heinlein          |                                                                                                 |
| 31  | Xadrez Cósmico | Cosmic Encounter                                                         | A. E. van Vogt              |                                                                                                 |
| 32  | Robinsons do Cosmos | Les Robinsons du Cosmos                                                  | Francis Carsac              |                                                                                                 |
| 33  | Fahrenheit 451 | Fahrenheit 451                                                           | Ray Bradbury                | Hugo: 1954 (2004)                                                                               |
| 34  | Guerra no Tempo | Time and Again                                                           | Clifford D. Simak           |                                                                                                 |
| 35  | O Homem Demolido | The Demolished Man                                                       | Alfred Bester               | Hugo: 1953                                                                                      |
| 36  | Os Corsários do Espaço | Lucky Starr and the Pirates of the Asteroids                             | Paul French                 |                                                                                                 |
| 37  | As Cavernas de Aço | The Caves of Steel                                                       | Isaac Asimov                |                                                                                                 |
| 38  | A Invasão dos Marcianos; Não Apontem aos Marcianos | En Avant, Mars!...                                                       | Pierre Versins              |                                                                                                 |
| 39  | Estrela Dupla | Double Star                                                              | Robert A. Heinlein          | Hugo: 1956                                                                                      |
| 40  | O Síndico | The Syndic                                                               | C. M. Kornbluth             |                                                                                                 |
| 41  | Tiranos da Terra | Les Voyants                                                              | Christian Russel            |                                                                                                 |
| 42  | Mundos Simultâneos | Ring Around the Sun                                                      | Clifford D. Simak           |                                                                                                 |
| 43  | A Cidade da Ciência | Les Savants Dans l'Aréne                                                 | Maurice Vernon              |                                                                                                 |
| 44  | História de Dois Mundos | Planet of the Dreamers                                                   | John D. MacDonald           |                                                                                                 |
| 45  | O Décimo Planeta | La Dixième Planète                                                       | C. H. Badet                 |                                                                                                 |
| 46  | Os Marcianos Divertem-se | Martians, Go Home                                                        | Fredric Brown               |                                                                                                 |
| 47  | Salto no Tempo | Via Velpa                                                                | Yves Dermèze                |                                                                                                 |
| 48  | Mundo de Vampiros | I Am Legend                                                              | Richard Matheson            | Filmes baseados no romance: The Last Man on Earth (1964), The Omega Man (1971) e Eu Sou a Lenda |
| 49  | Vuzz... | Vuzz...                                                                  | P. A. Hourey                |                                                                                                 |
| 50  | Os Mares de Vénus | Lucky Starr and the Oceans of Venus                                      | Paul French                 |                                                                                                 |
| 51  | A Porta do Espaço | Portes Sur l'Inconnu                                                     | Adrien Sobra                |                                                                                                 |
| 52  | Atenção aos Robots | Alerte Aux Robots!                                                       | Jean-Gaston Vandel          |                                                                                                 |
| 53  | A Morte da Terra | La Mort de la Terre                                                      | J. H. Rosny aîné            |                                                                                                 |
| 54  | Regresso a Zero | Retour a "O"                                                             | Stefan Wul                  |                                                                                                 |
| 55  | Os Frutos Dourados do Sol | The Golden Apples of the Sun                                             | Ray Bradbury                |                                                                                                 |
| 56  | Pré-História do Futuro | Niourk                                                                   | Stefan Wul                  |                                                                                                 |
| 57  | O Robot de Júpiter-9 | Lucky Starr and the Moons of Jupiter                                     | Paul French                 |                                                                                                 |
| 58  | A Rainha Rebelde | Rogue Queen                                                              | L. Sprague de Camp          |                                                                                                 |
| 59  | Partida Para o Espaço | Takeoff                                                                  | C. M. Kornbluth             |                                                                                                 |
| 60  | O Vagabundo das Estrelas | L'Orphelin de Perdide                                                    | Stefan Wul                  |                                                                                                 |
| 61  | A Superfície do Planeta | Surface de la Planète                                                    | Daniel Drode                |                                                                                                 |
| 62  | Rumo ao Universo | Destination: Universe                                                    | A. E. van Vogt              |                                                                                                 |
| 63  | O Tempo das Estrelas | Time for the Stars                                                       | Robert A. Heinlein          |                                                                                                 |
| 64  | O Mundo dos Draags | Oms en Série                                                             | Stefan Wul                  |                                                                                                 |
| 65  | Projectado no Futuro | Timeliner                                                                | Charles Eric Maine          |                                                                                                 |
| 66  | Ortog | Aux Armes d'Ortog                                                        | Kurt Steiner                |                                                                                                 |
| 67  | O Homem que Vinha do Passado | Venus Plus X                                                             | Theodore Sturgeon           |                                                                                                 |
| 68  | O Espaço Será Pequeno | Space on my Hands                                                        | Fredric Brown               |                                                                                                 |
| 69  | Geração Galáctica | The Space-Born                                                           | E. C. Tubb                  |                                                                                                 |
| 70  | Ameaça dos Robots | The Naked Sun                                                            | Isaac Asimov                |                                                                                                 |
| 71  | O Dia das Trífides | The Day of the Triffids                                                  | John Wyndham                | The Day of the Triffids                                                                         |
| 72  | Missão em Sidar | Rayons Pour Sidar                                                        | Stefan Wul                  |                                                                                                 |
| 73  | Operação Vénus | Na Orenjevoy Planete (На Оранжевой Планете)                              | Leonid Onochko              |                                                                                                 |
| 74  | Colónias no Espaço | Alien Dust                                                               | E. C. Tubb                  |                                                                                                 |
| 75  | Plano 7 | Level Seven                                                              | Mordecai Roshwald           |                                                                                                 |
| 76  | Degelo em 2157 | La Peur Géante                                                           | Stefan Wul                  |                                                                                                 |
| 77  | A Aldeia dos Malditos | The Midwich Cuckoos                                                      | John Wyndham                | Village of the Damned                                                                           |
| 78  | Caminhavam Como Homens | They Walked Like Men                                                     | Clifford D. Simak           |                                                                                                 |
| 79  | A Máquina do Poder | La Machine du Pouvoir                                                    | A. Higon                    |                                                                                                 |
| 80  | Cidadão do Universo | Pour Patrie, l'Espace                                                    | Francis Carsac              |                                                                                                 |
| 81  | O Signo do Cão | Le Signe du Chien                                                        | Jean Hougron                |                                                                                                 |
| 82  | Emissários do Futuro | Le Temps n'a pas d'Odeur                                                 | Gérard Klein                |                                                                                                 |
| 83  | O Satélite Sombrio | Le Satellite Sombre                                                      | Jérome Sériel               |                                                                                                 |
| 84  | A Nuvem Negra | The Black Cloud                                                          | Fred Hoyle                  |                                                                                                 |
| 85  | O Templo do Passado | Le Temple du Passé                                                       | Stefan Wul                  |                                                                                                 |
| 86  | Fundação e Império | Foundation and Empire                                                    | Isaac Asimov                |                                                                                                 |
| 87  | A Astronave da Esperança | Seed of Light                                                            | Edmund Cooper               |                                                                                                 |
| 88  | A Era dos Biocibs | L'Ére des Byocibs                                                        | Jimmy Guieu                 |                                                                                                 |
| 89  | Segunda Fundação | Second Foundation                                                        | Isaac Asimov                |                                                                                                 |
| 90  | Armadilha em Zarkass | Piège sur Zarkass                                                        | Stefan Wul                  |                                                                                                 |
| 91  | A Guerra Contra o Rull | The War Against the Rull                                                 | A. E. van Vogt              |                                                                                                 |
| 92  | Luta Intergaláctica | Outside the Universe                                                     | Edmond Hamilton             |                                                                                                 |
| 93  | As Máquinas da Alegria | The Machineries of Joy                                                   | Ray Bradbury                | Coletânea                                                                                       |
| 94  | S. O. S. Lua | A Fall of Moondust                                                       | Arthur C. Clarke            |                                                                                                 |
| 95  | Náufragos da Lua | A Fall of Moondust                                                       | Arthur C. Clarke            |                                                                                                 |
| 96  | 2000: Anos de Terror | Crisis 2000                                                              | Charles Eric Maine          |                                                                                                 |
| 97  | O Abismo de Chicago | The Machineries of Joy/2                                                 | Ray Bradbury                | Coletânea                                                                                       |
| 98  | Ameaça de Andrómeda | A for Andromeda                                                          | Fred Hoyle                  |                                                                                                 |
| 99  | Os Amotinados do Polar Lion | A Small Armageddon                                                       | Mordecai Roshwald           |                                                                                                 |
| 100 | De Júlio Verne aos Astronautas - Os Melhores Contos de Ficção Científica                                                                                           | De Júlio Verne aos Astronautas - Os Melhores Contos de Ficção Científica | Editado por Lima de Freitas | Coletânea                                                                                       |
| 100 | Vários autores, entre o quais Júlio Verne, H. G. Wells, Arthur C. Clarke, Jorge Luis Borges,Poul Anderson e Ray Bradbury e Daniel Keyes (pormenor na linha abaixo) |                                                                          |                             |                                                                                                 |
| 100 | Flores para Algernon | Flowers for Algernon                                                     | Daniel Keyes                | Hugo:1960                                                                                       |

### Números 101 a 200
Na segunda centena de livros publicados encontram-se obras como Revolta na Lua e Soldado no Espaço, ambas de Robert A. Heinlein.Estas obras foram publicadas nesta coleção entre 1965 e 1974.
| Nº      | Título em português             | Título original                                                           | Autor                           | Notas                               |
| ------- | ------------------------------- | ------------------------------------------------------------------------- | ------------------------------- | ----------------------------------- |
| 101     | Nova Ameaça de Andrómeda        | Andromeda Breakthrough                                                    | Fred Hoyle                      |                                     |
| 102     | A Guerra das Salamandras        | Válka s Mloky                                                             | Karel Čapek                     |                                     |
| 103/104 | Perdido no Espaço               | Marooned                                                                  | Martin Caidin                   |                                     |
| 105     | Engenheiros Cósmicos            | Cosmic Engineers                                                          | Clifford D. Simak               |                                     |
| 106     | O Vírus Destruidor              | The Darkest of Nights                                                     | Charles Eric Maine              |                                     |
| 107     | O Império dos Mutantes          | La Mort Vivante                                                           | Stefan Wul                      |                                     |
| 108     | A Cidade Fantástica             | Dandelion Wine                                                            | Ray Bradbury                    |                                     |
| 109     | Cataclismo Solar                | The Drowned World                                                         | J. G. Ballard                   |                                     |
| 110     | Estrelas Inimigas               | The Enemy Stars                                                           | Poul Anderson                   |                                     |
| 111     | Escala no Tempo                 | The Door into Summer                                                      | Robert A. Heinlein              |                                     |
| 112     | As Flores que Pensam            | All Flesh is Grass                                                        | Clifford D. Simak               |                                     |
| 113     | O Planeta da Utopia             | The Duplicators                                                           | Murray Leinster                 |                                     |
| 114     | A Astronave Pirata              | Rogue Ship                                                                | A. E. van Vogt                  |                                     |
| 115     | O Mundo de Cristal              | The Crystal World                                                         | J. G. Ballard                   |                                     |
| 116     | A Batalha do Vácuo              | High Vaccum                                                               | Charles Eric Maine              |                                     |
| 117     | As Cidades Mortas               | City                                                                      | Clifford D. Simak               |                                     |
| 118     | O Planeta Esquecido             | Forgotten Planet                                                          | Murray Leinster                 |                                     |
| 119/120 | Revolta na Lua                  | The Moon is a Harsh Mistress                                              | Robert A. Heinlein              | Hugo:1967                           |
| 121     | Vivos: 20 por cento             | The Kraken Wakes                                                          | John Wyndham                    |                                     |
| 122     | Bandeirantes num Novo Mundo     | Transit                                                                   | Edmund Cooper                   |                                     |
| 123     | Deixemo-los no Céu              | Why Call Them Back From Heaven?                                           | Clifford D. Simak               |                                     |
| 124/125 | O Mundo que nos Espera          | Farnham's Freehold                                                        | Robert A. Heinlein              |                                     |
| 126     | O Planeta dos Homens Alados     | War of the Wing-men                                                       | Poul Anderson                   |                                     |
| 127     | Colónia de Marte                | The House That Stood Still Undercover Aliens                              | A. E. van Vogt                  |                                     |
| 128     | O Túnel do Tempo                | The Time Tunnel                                                           | Murray Leinster                 | The Time Tunnel                     |
| 129     | Soldado no Espaço               | Starship Troopers                                                         | Robert A. Heinlein              | Hugo:1960 Starship Troopers (filme) |
| 130     | Império Submarino               | City Under the Sea                                                        | Paul W. Fairman                 |                                     |
| 130-A   | Estação de Trânsito             | Way Station                                                               | Clifford D. Simak               | Hugo:1964                           |
| 131     | Viajantes do Tempo              | Time is the Simplest Thing                                                | Clifford D. Simak               |                                     |
| 132     | Revolta em 2100                 | Revolt in 2100                                                            | Robert A. Heinlein              |                                     |
| 133     | Patrulha Interstelar            | Crashing Suns                                                             | Edmond Hamilton                 |                                     |
| 134     | O Médico das Estrelas           | The Mutant Weapon                                                         | Murray Leinster                 |                                     |
| 135     | A Última Fortaleza Terrestre    | Earth's Last Fortress                                                     | A. E. van Vogt                  |                                     |
| 136     | Ave Marciana                    | A Far Sunset                                                              | Edmund Cooper                   |                                     |
| 137     | Os Filhos de Matusalém          | Methuselah's Children                                                     | Robert A. Heinlein              |                                     |
| 138/139 | A Máquina Divina                | The God Machine                                                           | Martin Caidin                   |                                     |
| 140     | Projecto: Animal                | B.E.A.S.T.: Biological Evolutionary Animal Simulation Test                | Charles Eric Maine              |                                     |
| 141/142 | Terra Insólita                  | The Werewolf Principle                                                    | Clifford D. Simak               |                                     |
| 143     | Planeta Proibido                | This World is Taboo                                                       | Murray Leinster                 |                                     |
| 144     | Homens sem Mundo                | No World of Their Own                                                     | Poul Anderson                   |                                     |
| 145     | Bomba H Sobre Los Angeles       | The Day They H-Bombed Los Angeles                                         | [Robert M. Williams             |                                     |
| 146     | Depois do Fim do Mundo          | After Doomsday                                                            | Poul Anderson                   |                                     |
| 147     | Partida sem Chegada             | All the Colours of Darkness                                               | Lloyd Biggle, Jr.               |                                     |
| 148     | O Tempo dos Duendes             | The Goblin Reservation                                                    | Clifford D. Simak               |                                     |
| 149     | Mundo Alternante                | Worlds of the Imperium                                                    | Keith Laumer                    |                                     |
| 150     | Sonho Mortal                    | Death is a Dream                                                          | E. C. Tubb                      |                                     |
| 151     | Missão Impossível               | The Reefs of Space                                                        | Frederik Pohl e Jack Williamson |                                     |
| 152     | Piratas do Espaço               | Pirates of Zen                                                            | Murray Leinster                 |                                     |
| 153     | A Guerra dos Deuses             | Two Hundred Million A. D.                                                 | A. E. van Vogt                  |                                     |
| 154     | Vieram do Espaço                | The Furies                                                                | Keith Roberts                   |                                     |
| 155     | Ultimato à Terra                | Starchild                                                                 | Frederik Pohl e Jack Williamson |                                     |
| 156     | Os Super-Homens                 | The Silkies                                                               | A. E. van Vogt                  |                                     |
| 157     | Plataforma Espacial             | Unknown Danger                                                            | Murray Leinster                 |                                     |
| 158/159 | Utopia 14                       | Player Piano                                                              | Kurt Vonnegut                   |                                     |
| 160     | Sangue da Terra                 | Earthblood                                                                | Keith Laumer                    |                                     |
| 161     | O Construtor de Universos       | The Maker of Universes                                                    | Philip José Farmer              |                                     |
| 162     | Areias de Marte                 | Sands of Mars                                                             | Arthur C. Clarke                |                                     |
| 163     | Mundos Paralelos                | Out of Their Minds                                                        | Clifford D. Simak               |                                     |
| 164     | Loucura do Espaço               | Doctor to the Stars: Three Novelettes of the Interstellar Medical Service | Murray Leinster                 |                                     |
| 165     | O Caos Suicida                  | All Fools' Day                                                            | Edmund Cooper                   |                                     |
| 166     | Segredo Interstelar             | Star Well                                                                 | Alexei Panshin                  |                                     |
| 167     | Estrela Errante                 | Rogue Star                                                                | Frederik Pohl e Jack Williamson |                                     |
| 168     | A Guerra dos Fantasmas          | The Angry Espers                                                          | Lloyd Biggle, Jr.               |                                     |
| 169-171 | Um Cântico para Leibowitz       | A Canticle for Leibowitz                                                  | Walter M. Miller Jr.            | Hugo: 1961                          |
| 172     | Quando os Marcianos Vieram      | The Last Continent                                                        | Edmund Cooper                   |                                     |
| 173     | A Sete Degraus do Sol           | Seven Steps to the Sun                                                    | Fred Hoyle e Geoffrey Hoyle     |                                     |
| 174     | Trombetas da Revolução          | The Still, Small Voice of Trumpets                                        | Lloyd Biggle, Jr.               |                                     |
| 175     | O Mundo do Abismo               | The Watch Below                                                           | James White e Rudolf Steiner    |                                     |
| 176     | O Outro Lado do Espaço          | Ossian's Ride                                                             | Fred Hoyle                      |                                     |
| 177/178 | Os Filhos do Futuro             | Children of Tomorrow                                                      | A. E. van Vogt                  |                                     |
| 179     | O Dia em que o Sol Desapareceu  | Wolfbane                                                                  | Frederik Pohl e C. M. Kornbluth |                                     |
| 180     | A Terra dos Sonhos Felizes      | The Dreaming Earth                                                        | John Brunner                    |                                     |
| 181     | Prisão Aberta                   | The Escape Orbit                                                          | James White                     |                                     |
| 182/183 | Estrada da Glória               | Glory Road                                                                | Robert A. Heinlein              |                                     |
| 184     | O Deus Impassível               | A Choice of Gods                                                          | Clifford D. Simak               |                                     |
| 185     | Batalha Amarga                  | Drunkard's Walk                                                           | Frederik Pohl                   |                                     |
| 186     | O Planeta Neutral               | Mayday Orbit                                                              | Poul Anderson                   |                                     |
| 187     | O Terceiro Ouvido               | The Third Ear                                                             | Curt Siodmak                    |                                     |
| 188     | Os Mercadores do Espaço         | The Space Merchants                                                       | Frederik Pohl e C. M. Kornbluth |                                     |
| 189     | Busca nos Céus                  | Search the Sky                                                            | Frederik Pohl e C. M. Kornbluth |                                     |
| 190     | Agência de Mágicos              | Waldo and Magic Inc.                                                      | Robert A. Heinlein              |                                     |
| 191     | Juventude Eterna                | S.T.A.R. Flight                                                           | E. C. Tubb                      |                                     |
| 192     | O Homem que Pintava as Estrelas | The Pictures of Pavanne                                                   | Lan Wright                      |                                     |
| 193     | Depois da Derrocada             | These Savage Futurians                                                    | Philip E. High                  |                                     |
| 194     | Ninguém Morre Neste Mundo       | The Age of the Pussyfoot                                                  | Frederik Pohl                   |                                     |
| 195     | O Ponto Ómega                   | The Omega Point                                                           | George Zebrowski                |                                     |
| 196     | A Invasão dos Insectos          | The Insect Invasion                                                       | Ray Cummings                    |                                     |
| 197     | As Horas de Iraz                | The Clocks of Iraz                                                        | L. Sprague de Camp              |                                     |
| 198     | À Luz das Estrelas              | Starshine                                                                 | Theodore Sturgeon               |                                     |
| 199     | A Última Arma                   | The Falling Torch                                                         | Algis Budrys                    |                                     |
| 200     | As Máquinas da Destruição       | Berserker                                                                 | Fred Saberhagen                 |                                     |

### Números 201 a 301
Entre a terceira centena dos livros da Colecção Argonauta figuram Um Estranho Numa Terra Estranha de Robert A. Heinlein, Terra Imperial de Arthur C. Clarke e as primeiras obras da série Dragões de Pern de Anne McCaffrey. Estas obras foram publicadas nesta coleção entre 1974 e 1982.
| Nº      | Título em português             | Título original                              | Autor              | Notas      |  |
| ------- | ------------------------------- | -------------------------------------------- | ------------------ | ---------- |  |
| 201     | Irmão Assassino                 | Brother Assassin                             | Fred Saberhagen    |            |  |
| 202     | O Mundo dos Homens Perfeitos    | Entry to Elsewhen                            | John Brunner       |            |  |
| 203     | Silêncio no Espaço              | Earthstrings                                 | John Rackam        |            |  |
| 204     | Mundo Aquático                  | Ocean on Top                                 | Hal Clement        |            |  |
| 205     | Os Dramaturgos de Yan           | The Dramaturges of Yan                       | John Brunner       |            |  |
| 206     | O Mundo dos Túmulos             | Cemetery World                               | Clifford D. Simak  |            |  |
| 207     | A Máquina de Governar           | Vulcan's Hammer                              | Philip K. Dick     |            |  |
| 208     | O Amanhã Está Muito Longe       | Tomorrow is Too Far                          | James White        |            |  |
| 209     | Gladiador da Lei                | Gladiator-at-Law                             | Frederik Pohl      |            |  |
| 210     | Os Filhos dos Nossos Filhos     | Our Children's Children                      | Clifford D. Simak  |            |  |
| 211     | Entre Planetas                  | Between Planets                              | Robert A. Heinlein |            |  |
| 212     | Corrupção nas Galáxias          | Envoy to New Worlds                          | Keith Laumer       |            |  |
| 213     | Os Homens das Estrelas          | Starman                                      | Stuart J. Byrne    |            |  |
| 214     | Hospital no Espaço              | Hospital Station                             | James White        |            |  |
| 215     | Mundo sem Tempo                 | The Random Factor                            | Charles Eric Maine |            |  |
| 216     | Três Mundos e um Médico         | S.O.S. From Three Worlds                     | Murray Leinster    |            |  |
| 217-219 | Um Estranho Numa Terra Estranha | Stranger in a Strange Land                   | Robert A. Heinlein | Hugo:1962  |  |
| 220     | Médico Espacial                 | Star Surgeon                                 | James White        |            |  |
| 221     | Eclipse Total                   | Total Eclipse                                | John Brunner       |            |  |
| 222     | A Cidade do Céu                 | City in the Sky                              | Curt Siodmak       |            |  |
| 223     | A Grande Operação               | Major Operation                              | James White        |            |  |
| 224     | A Árvore Sagrada                | The Halloween Tree                           | Ray Bradbury       |            |  |
| 225     | Em Busca do Futuro              | Quest for the Future                         | A. E. van Vogt     |            |  |
| 226     | Os Manipuladores                | The Puppet Masters                           | Robert A. Heinlein |            |  |
| 227     | O Outro Lado do Tempo           | Enchanted Pilgrimage                         | Clifford D. Simak  |            |  |
| 228     | As Luzes do Céu São Estrelas    | The Lights in the Sky Are Stars              | Fredric Brown      |            |  |
| 229     | A Batalha da Eternidade         | The Battle of Forever                        | A. E. van Vogt     |            |  |
| 230     | Passaporte Para o Eterno        | Passport to Eternity                         | J. G. Ballard      |            |  |
| 231     | Os Possuídos                    | A Plague of Pythons                          | Frederik Pohl      |            |  |
| 232     | O Vale da Criação               | The Valley of Creation                       | Edmond Hamilton    |            |  |
| 233     | O Homem que Via o Futuro        | So Bright the Vision                         | Clifford D. Simak  |            |  |
| 234     | O Homem dos Mil Nomes           | The Man With a Thousand Names                | A. E. van Vogt     |            |  |
| 235     | O Erro do Tempo                 | The Wrong End of Time                        | John Brunner       |            |  |
| 236     | Equipagem Espacial              | Have Spacesuit - Will Travel                 | Robert A. Heinlein |            |  |
| 237     | Regresso aos Céus               | Return to the Stars                          | Edmond Hamilton    |            |  |
| 238     | A Cratera da Morte              | Trouble With Tycho                           | Clifford D. Simak  |            |  |
| 239     | A Sexta Parte do Mundo          | The Deep Range                               | Arthur C. Clarke   |            |  |
| 240     | Os Permutadores de Mundos       | The World Swappers                           | John Brunner       |            |  |
| 241     | Tigre! Tigre!                   | Tiger! Tiger! (The Stars Are My Destination) | Alfred Bester      |            |  |
| 242     | O Planeta de Shakespeare        | Shakespeare's Planet                         | Clifford D. Simak  |            |  |
| 243-245 | A História do Futuro            | Time Enough for Love                         | Robert A. Heinlein |            |  |
| 246     | O País de Outubro               | The October Country                          | Ray Bradbury       |            |  |
| 247     | Super-Cérebro                   | Supermind                                    | A. E. van Vogt     |            |  |
| 248     | Apocalipse 2000                 | Testament XXI                                | Guy Snyder         |            |  |
| 249     | Exilados da Terra               | Exiled From Earth                            | Ben Bova           |            |  |
| 250     | Para Além do Futuro             | Best SF Stories of C. M. Kornbluth           | C. M. Kornbluth    |            |  |
| 251     | Os Napoleões das Estrelas       | Les Grognards d'Eridan                       | Pierre Barbet      |            |  |
| 252     | Os Abismos do Espaço            | Into Deepest Space                           | Fred Hoyle         |            |  |
| 253     | O Colosso Anarquista            | The Anarchistic Colossus                     | A. E. van Vogt     |            |  |
| 254     | As Vozes de Marte               | I Sing the Body Electric                     | Ray Bradbury       |            |  |
| 255     | Salvamento no Espaço            | The Space Scavengers                         | Cleve Cartmill     |            |  |
| 256     | Trevas nas Estrelas             | The Haunted Stars                            | Edmond Hamilton    |            |  |
| 257     | O Tempo do Impossível           | Ballroom of the Skies                        | John D. MacDonald  |            |  |
| 258     | Os Cruzados do Espaço           | L'Empire du Baphomet                         | Pierre Barbet      |            |  |
| 259     | Triplanetária                   | Triplanetary                                 | E. E. "Doc" Smith  |            |  |
| 260     | A Última Cidade de Marte        | I Sing the Body Electric                     | Ray Bradbury       |            |  |
| 261     | Exploradores do Infinito        | Explorers Into Infinity                      | Ray Cummings       |            |  |
| 262     | Os Herdeiros das Estrelas       | A Heritage of Stars                          | Clifford D. Simak  |            |  |
| 263     | Mundo sem Morte                 | To Your Scattered Bodies Go                  | Philip José Farmer | Hugo: 1972 |  |
| 264     | A Nau Invencível                | Niezwyciężony                                | Stanislaw Lem      |            |  |
| 265     | O Planeta Secreto               | First Lensman                                | E. E. "Doc" Smith  |            |  |
| 266     | Acidente Nuclear                | Nerves                                       | Lester del Rey     |            |  |
| 267     | O Tempo dos Mastodontes         | Mastodomia                                   | Clifford D. Simak  |            |  |
| 268     | Viagem Para Além da Morte       | The Fabulous Riverboat                       | Philip José Farmer |            |  |
| 269     | Cidadão da Galáxia              | Citizen of the Galaxy                        | Robert A. Heinlein |            |  |
| 270     | Patrulha Galáctica              | Galactic Patrol                              | E. E. "Doc" Smith  |            |  |
| 271     | O Tempo da Magia                | Too Many Magicians                           | Randall Garrett    |            |  |
| 272/273 | Desígnio Negro                  | The Dark Design                              | Philip José Farmer |            |  |
| 274     | A Irmandade do Talismã          | The Fellowship of the Talisman               | Clifford D. Simak  |            |  |
| 275     | Heróis Galácticos               | Gray Lensman                                 | E. E. "Doc" Smith  |            |  |
| 276     | O Feiticeiro de Terramar        | A Wizard of Earthsea                         | Ursula K. Le Guin  |            |  |
| 277     | O Planeta dos Deuses            | The Gods Themselves                          | Isaac Asimov       | Hugo:1973  |  |
| 278/279 | A Revolta das Máquinas          | Skirmish                                     | Clifford D. Simak  |            |  |
| 280     | A Teia do Tempo                 | The Unicorn Girl                             | Michael Kurland    |            |  |
| 281/282 | Terra Imperial                  | Imperial Earth                               | Arthur C. Clarke   |            |  |
| 283     | O Dia em que o Tempo Parou      | A Woman a Day                                | Philip José Farmer |            |  |
| 284     | Os Túmulos de Atuan             | The Tombs of Atuan                           | Ursula K. Le Guin  |            |  |
| 285     | A Última Revolta na Terra       | Renaissance                                  | A. E. van Vogt     |            |  |
| 286/287 | Os Visitantes                   | The Visitors                                 | Clifford D. Simak  |            |  |
| 288     | A Lei do Espaço                 | Second Stage Lensman                         | E. E. "Doc" Smith  |            |  |
| 289-291 | O Labirinto Mágico              | The Magic Labyrinth                          | Philip José Farmer |            |  |
| 292     | Os Jogos do Capricórnio         | Capricorn Games                              | Robert Silverberg  | coletânea  |  |
| 293     | O Outro Lado do Mundo           | The Farthest Shore                           | Ursula K. Le Guin  |            |  |
| 294-296 | O Número do Monstro             | The Number of the Beast                      | Robert A. Heinlein |            |  |
| 297-299 | O Planeta dos Dragões           | Dragonflight                                 | Anne McCaffrey     |            |  |
| 297-299 | O Planeta dos Dragões           | Dragonquest                                  | Anne McCaffrey     |            |  |
| 300/301 | O Mistério de Valis             | Valis                                        | Philip K. Dick     |            |  |

### Números 302 a 401
Entre a quarta centena da Colecção Argonauta encontram-se Rendez-vous com Rama de Arthur C. Clarke e as primeiras obras da série Gateway de Frederik Pohl. Estas obras foram publicadas nesta coleção entre 1982 e 1990.
| Nº        | Título em português | Título original                                   | Autor                                | Notas                           |
| --------- | --- | ------------------------------------------------- | ------------------------------------ | ------------------------------- |
| 302       | Os Filhos do Cosmos | Children of the Lens                              | E. E. "Doc" Smith                    |                                 |
| 303       | O Mundo do Trono | Wolfling                                          | Gordon R. Dickson                    |                                 |
| 304       | Longe da Terra | Survey Ship                                       | Marion Zimmer Bradley                |                                 |
| 305       | O Deus da Fúria | Deus Irae                                         | Philip K. Dick                       |                                 |
| 306       | A Solução de Ceres | The Ceres Solution                                | Bob Shaw                             |                                 |
| 307/308   | Prisioneiros do Poder | Obitaemyj Ostrov (Обитаемый Остров)               | Arcady Strugatsky e Boris Strugatsky |                                 |
| 309       | Depois da Bomba | Dr. Bloodmoney or How we Got Along After the Bomb | Philip K. Dick                       |                                 |
| 310       | O Homem sem Rosto | The Anome                                         | Jack Vance                           |                                 |
| 311/312   | Projecto Papa | Project Pope                                      | Clifford D. Simak                    |                                 |
| 313       | Os Senhores do Vórtice | The Vortex Blaster                                | E. E. "Doc" Smith                    |                                 |
| 314/315   | O Dragão Branco | The White Dragon                                  | Anne McCaffrey                       |                                 |
| 316       | O Homem Duplo | A Scanner Darkly                                  | Philip K. Dick                       |                                 |
| 317       | Rendez-vous com Rama | Rendez-vous With Rama                             | Arthur C. Clarke                     | Hugo:1974                       |
| 318       | Amor no Cosmos | The Lovers                                        | Philip José Farmer                   |                                 |
| 319       | Expulsos da Terra | The Eye of the Heron                              | Ursula K. Le Guin                    |                                 |
| 320       | Mensagens do Futuro (colectânea)                                                                                                 | The Future in Question (1ª parte)                 | Editor:Isaac Asimov                  |                                 |
| 320       | 10 autores, entre os quais: Edmond Hamilton, Brian Aldiss, Arthur C. Clarke, Robert Silverberg, James Tiptree Jr. e Isaac Asimov |                                                   |                                      |                                 |
| 321/322   | A Conquista de Marte | The Olympus Gambit                                | William Rollo                        |                                 |
| 323       | O Mundo do Caos | Special Deliverance                               | Clifford D. Simak                    |                                 |
| 324       | Espião Interstelar | Ensign Flandry                                    | Poul Anderson                        |                                 |
| 325/326   | A Conquista das Estrelas | Voyage From Yesteryear                            | James P. Hogan                       |                                 |
| 327       | O Que Será o Futuro (colectânea)                                                                                                 | The Future in Question (2ª parte)                 | Editor:Isaac Asimov                  |                                 |
| 327       | 7 autores, entre os quais: Alfred Bester, Frederik Pohl e James Blish                                                            |                                                   |                                      |                                 |
| 328       | A Invasão Divina | The Divine Invasion                               | Philip K. Dick                       |                                 |
| 329       | Detective Galáctico | Galactic Effectuator                              | Jack Vance                           |                                 |
| 330       | Pesadelo Cósmico | Dagger of the Mind                                | Bob Shaw                             |                                 |
| 331/332   | Muito Depois da Meia-Noite | Long After Midnight                               | Ray Bradbury                         |                                 |
| 333       | Nave-Mundo | Non-Stop                                          | Brian Aldiss                         |                                 |
| 334       | Os Dias Futuros | The Best of Arthur C. Clarke, 1937-1955           | Arthur C. Clarke                     |                                 |
| 335       | O Senhor das Estrelas | Dramocles                                         | Robert Sheckley                      |                                 |
| 336       | O Homem Mais Importante do Mundo                                                                                                 | Time Out of Joint                                 | Philip K. Dick                       |                                 |
| 337       | Os Caçadores do Espaço | Spacehounds of IPC                                | E. E. "Doc" Smith                    |                                 |
| 338       | Onde Mora o Mal | Where the Devil Dwells                            | Clifford D. Simak                    |                                 |
| 339       | Tempo de Mudança | A Time of Changes                                 | Robert Silverberg                    |                                 |
| 340/341   | Regresso ao Mundo do Rio | The Gods of Riverworld                            | Philip José Farmer                   |                                 |
| 342       | A Arma Impossível | The Zap Gun                                       | Philip K. Dick                       |                                 |
| 343       | Universos Paralelos | The Gate of Time                                  | Philip José Farmer                   |                                 |
| 344       | A Máquina da Paz | Ground Zero Man                                   | Bob Shaw                             |                                 |
| 345       | A Mais Bela da Lua | The Patchwork Girls                               | Larry Niven                          |                                 |
| 346       | O Beco dos Malditos | Damnation Alley                                   | Roger Zelazny                        |                                 |
| 347/348   | Moreta de Pern | Moreta: Dragonlady of Pern                        | Anne McCaffrey                       |                                 |
| 349       | O Mundo Perdido | The Lost World                                    | Arthur Conan Doyle                   |                                 |
| 350       | O Homem que Via o Futuro | Jack of Eagles                                    | James Blish                          |                                 |
| 351/352   | O Prado dos Duendes | Duende Meadow                                     | Paul Cook                            |                                 |
| 353       | Bill, o Herói Galáctico | Bill, the Galactic Hero                           | Harry Harrison                       |                                 |
| 354       | A Outra Ilha do Dr. Moreau | Moreau's Other Island                             | Brian Aldiss                         |                                 |
| 355/356   | A Porta das Estrelas | Gateway                                           | Frederik Pohl                        | Hugo: 1978                      |
| 357       | O Dia em que a Terra Gritou | The Poison Belt                                   | Arthur Conan Doyle                   |                                 |
| 358       | Quando os Computadores Conquistaram o Mundo                                                                                      | Computerworld                                     | A. E. van Vogt                       |                                 |
| 359/359-A | A Estrada da Eternidade | Highway of Eternity                               | Clifford D. Simak                    |                                 |
| 360       | Nas Nossas Mãos as Estrelas | In Our Hands, the Stars                           | Harry Harrison                       |                                 |
| 361       | A Luz e as Trevas | Lest Darkness Fall                                | L. Sprague de Camp                   |                                 |
| 362       | O Planeta Fantasma | A Wreath of Stars                                 | Bob Shaw                             |                                 |
| 363       | As Linguagens de Pao | The Languages of Pao                              | Jack Vance                           |                                 |
| 364       | A Hora da Inteligência | Brain Wave                                        | Poul Anderson                        |                                 |
| 365/366   | Para Além do Acontecer | Beyond the Blue Event Horizon                     | Frederik Pohl                        |                                 |
| 367       | Null-A Três | Null-A 3                                          | A. E. van Vogt                       |                                 |
| 368       | Mundos sem Fim (coletânea) | Mundos sem Fim (coletânea)                        | Mundos sem Fim (coletânea)           | Mundos sem Fim (coletânea)      |
| 368       | *Mundos sem Fim | Worlds Without End                                | Clifford D. Simak                    |                                 |
| 368       | *O Van Gogh do Espaço | The Spaceman's Van Gogh                           | Clifford D. Simak                    |                                 |
| 368       | *O Ciclo Total | Full Cycle                                        | Clifford D. Simak                    |                                 |
| 369       | Frankenstein Libertado | Frankenstein Unbound                              | Brian Aldiss                         |                                 |
| 370       | O Mundo de Rocannon | Rocannon's World                                  | Ursula K. Le Guin                    |                                 |
| 371       | Tintagel | Tintagel                                          | Paul Cook                            |                                 |
| 372       | A Praga do Espaço | Plague From Space                                 | Harry Harrison                       |                                 |
| 373       | O Mistério de Mercúrio | Fire Pattern                                      | Bob Shaw                             |                                 |
| 374/375   | Agente de Bizâncio | Agent of Byzantium                                | Harry Turtledove                     |                                 |
| 376       | Reflexos do Futuro | Mirrorshades                                      | Editor:Bruce Sterling                | coletânea                       |
| 376       | 10 autores, entre os quais: Bruce Sterling, William Gibson e Mark Laidlaw                                                        |                                                   |                                      |                                 |
| 377       | Mensagem do Futuro | Thrice Upon a Time                                | James P. Hogan                       |                                 |
| 378       | Encontro com os Heechee | Heechee Rendezvous                                | Frederik Pohl                        |                                 |
| 379/380   | O Gato que Atravessa as Paredes                                                                                                  | The Cat Who Walks Through Walls                   | Robert A. Heinlein                   |                                 |
| 381       | Anticorpos | Antibodies                                        | David J. Skal                        |                                 |
| 382       | Quando o Céu Caiu | The Man Who Pulled Down the Sky                   | John Barnes                          |                                 |
| 383       | Planeta do Exílio | Planet of Exile                                   | Ursula K. Le Guin                    |                                 |
| 384       | Dorsai | Dorsai!                                           | Gordon R. Dickson                    |                                 |
| 385       | Os Anais dos Heechee | The Annals of the Heechee                         | Frederik Pohl                        |                                 |
| 386       | Roderick | Roderick                                          | John Sladek                          |                                 |
| 387 e 390 | A Máquina Preservadora | The Preserving Machine                            | Philip K. Dick                       | coletânea                       |
| 388       | Os Olhos de Heisenberg | The Eyes of Heisenberg                            | Frank Herbert                        |                                 |
| 389       | Os Dorsai Perdidos | Lost Dorsai                                       | Gordon R. Dickson                    | Hugo: 1981                      |
| 391       | A Cidade das Ilusões | City of Illusions                                 | Ursula K. Le Guin                    |                                 |
| 392/393   | Metrófago | Metrophage                                        | Richard Kadrey                       |                                 |
| 394       | Pêndulo | Pendulum                                          | A. E. van Vogt                       |                                 |
| 395       | A Nave das Sombras (colectânea)                                                                                                  | The Hugo Winners, Volume Three                    | Editor:Isaac Asimov                  |                                 |
| 395       | *A Nave das Sombras | Ship of Shadows                                   | Robert Silverberg                    | Hugo: 1970                      |
| 395       | *Maus Encontros em Lankhmar | Ill Met in Lankhmar                               | Fritz Leiber                         | Hugo: 1971                      |
| 395       | *A Rainha do Ar e da Escuridão                                                                                                   | The Queen of Air and Darkness                     | Poul Anderson                        | Hugo: 1972                      |
| 396       | Missão Espacial | First Flight                                      | Chris Claremont                      |                                 |
| 397       | A Torre de Cristal | The Tower of Glass                                | Robert Silverberg                    | tradução: Raul de Sousa Machado |
| 398       | Mistérios do Futuro | Deep Quarry                                       | John E. Stith                        | tradução: Clarice Tavares       |
| 399       | O Pé do Diabo | The Adventure of the Devil's Foot                 | Arthur Conan Doyle                   |                                 |
| 400/401   | O Homem Eterno | The Forever Man                                   | Gordon R. Dickson                    |                                 |

### Números 402 a 500
Entre a quinta centena da Colecção Argonauta encontram-se O Homem do Castelo Alto de Philip K. Dick e as obras da Série Cidades no Céu de James Blish. Estas obras foram publicadas nesta coleção entre 1991 e 1999.
| Nº      | Título em português                    | Título original                  | Autor                           | Notas     |
| ------- | -------------------------------------- | -------------------------------- | ------------------------------- | --------- |
| 402     | O Dia Depois do Juízo Final            | The Day After Judgement          | James Blish                     |           |
| 403     | Vozes do Futuro (colectânea)           | Isaac Asimov's Tomorrow's Voices | Editor:Isaac Asimov             |           |
| 403     | 16 autores, entre os quais: David Brin |                                  |                                 |           |
| 404/405 | O Mundo de Midas                       | Midas World                      | Frederik Pohl                   |           |
| 406     | Necromante                             | Necromancer                      | Gordon R. Dickson               |           |
| 407     | Missão de Vingança                     | The Road to the Rim              | Bertram Chandler                |           |
| 408/409 | Os Balonautas                          | The Ragged Astronauts            | Bob Shaw                        |           |
| 410     | Essas Estrelas são Nossas              | We Claim These Stars             | Poul Anderson                   |           |
| 411     | Bugs                                   | Bugs                             | John Sladek                     |           |
| 412     | Mundo-Nosso                            | Homeworld                        | Harry Harrison                  |           |
| 413/414 | Soldado da Terra                       | Soldier, Ask Not                 | Gordon R. Dickson               |           |
| 415     | O Tempo, o Espaço e o Cérebro          | The Big Time                     | Fritz Leiber                    | Hugo:1958 |
| 416     | Os Negros Anos Luz                     | The Dark Light Years             | Brian Aldiss                    |           |
| 417/418 | Cemitério de Lunáticos                 | Graveyard for Lunatics           | Ray Bradbury                    |           |
| 419     | Há Mais Coisas no Céu                  | More Things in Heaven            | John Brunner                    |           |
| 420/421 | Desvio Para o Vermelho                 | Redshift Rendezvous              | John E. Stith                   |           |
| 422     | O Espírito de Dorsai                   | The Spirit of Dorsai             | Gordon R. Dickson               |           |
| 423     | Viagem Pelos Universos                 | Anywhen                          | James Blish                     |           |
| 424     | Imortalidade e Cia                     | Immortality Inc.                 | Robert Sheckley                 |           |
| 425     | O Mundo Perdido no Fundo do Mar        | The Maracot Deep                 | Arthur Conan Doyle              |           |
| 426     | Estrela Caída                          | The Frozen Year                  | James Blish                     |           |
| 427/428 | O Homem do Castelo Alto                | The Man in the High Castle       | Philip K. Dick                  | Hugo:1963 |
| 429     | A Chegada dos Terrenos                 | The Coming of the Terrans        | Leigh Brackett                  |           |
| 430     | O Mundo dos Anjos                      | Angel at Apogee                  | S. N. Lewitt                    |           |
| 431     | O Senhor dos Sonhos                    | The Dream Master                 | Roger Zelazny                   |           |
| 432     | O Correio do Tempo                     | Up the Line                      | Robert Silverberg               |           |
| 433     | Páscoa Negra                           | Black Easter                     | James Blish                     |           |
| 434/435 | Tácticas de Engano                     | Tactics of Mistake               | Gordon R. Dickson               |           |
| 436     | O Tempo dos Simulacros                 | The Simulacra                    | Philip K. Dick                  |           |
| 437     | Traidor aos Vivos                      | Traitor to the Living            | Philip José Farmer              |           |
| 438     | O Xadrez do Tempo                      | The Quincunx of Time             | James Blish                     |           |
| 439/440 | As Naves de Madeira                    | The Wooden Spaceships            | Bob Shaw                        |           |
| 441     | Os Jogadores de Titã                   | The Game-Players of Titan        | Philip K. Dick                  |           |
| 442     | Mundo Adormecido                       | Sleepwalker's World              | Gordon R. Dickson               |           |
| 443/444 | Doutor Mirabilis                       | Doctor Mirabilis                 | James Blish                     |           |
| 445     | Um Demónio no Cérebro                  | A Plague of Pythons              | Frederik Pohl                   |           |
| 446     | O Universo de Morton                   | The Universe Maker               | A. E. van Vogt                  |           |
| 447/448 | Os Mundos Fugitivos                    | The Fugitive Worlds              | Bob Shaw                        |           |
| 449     | Contos Galácticos                      | Galactic Cluster                 | James Blish                     |           |
| 450     | A Incrível Invasão                     | Siege Perilous                   | Lester del Rey                  |           |
| 451/452 | Roderick à Solta                       | Roderick at Random               | John Sladek                     |           |
| 453     | Dare, a Colónia Perdida                | Dare                             | Philip José Farmer              |           |
| 454     | A Era das Aves                         | Midsummer Century                | James Blish                     |           |
| 455/456 | Tempos Duros                           | Heavy Time                       | C. J. Cherryh                   |           |
| 457     | Outros Dias, Outros Olhos              | Other Days, Other Eyes           | Bob Shaw                        |           |
| 458     | A Canção dos Dragões                   | Dragonsong                       | Anne McCaffrey                  |           |
| 459/460 | Os Cantores do Tempo                   | The Singers of Time              | Frederik Pohl e Jack Williamson |           |
| 461     | O Fogo e a Noite                       | Fire and the Night               | Philip José Farmer              |           |
| 462     | As Estrelas Como Palco                 | ...And All the Stars a Stage     | James Blish                     |           |
| 463/464 | Os Últimos Dias da Terra               | The Long Afternoon of Earth      | Brian Aldiss                    |           |
| 465     | As Luzes do Espaço                     | Night Walk                       | Bob Shaw                        |           |
| 466     | Ilhas no Céu                           | Islands in the Sky               | Arthur C. Clarke                |           |
| 467/468 | A Cantora dos Dragões                  | Dragonsinger                     | Anne McCaffrey                  |           |
| 469/470 | As Vozes do Céu                        | The Voices of Heaven             | Frederik Pohl                   |           |
| 471     | Batalha no Cosmos                      | Naked to the Stars               | Gordon R. Dickson               |           |
| 472     | Fora de Jogo                           | Out Of Sync                      | Isidore Haiblum                 |           |
| 473/474 | Estranhos Inimigos                     | The Bug Wars                     | Robert Asprin                   |           |
| 475     | Além do Inferno                        | Inside - Outside                 | Philip José Farmer              |           |
| 476     | Os Tambores dos Dragões                | Dragondrums                      | Anne McCaffrey                  |           |
| 477     | A Vinda do Futuro                      | Tomorrow Came                    | Edmund Cooper                   |           |
| 478/479 | A Boneca do Destino                    | Destiny Doll                     | Clifford D. Simak               |           |
| 480     | Renascimento                           | Earthworks                       | Brian Aldiss                    |           |
| 481/482 | Para Além da Porta das Estrelas        | The Gateway Trip                 | Frederik Pohl                   |           |
| 483     | As Estrelas São dos Homens             | They Shall Have Stars            | James Blish                     |           |
| 484/485 | Os Mutantes Vêm Aí!                    | The Mutants Are Coming           | Isidore Haiblum                 |           |
| 486     | Vivendo no Céu                         | A Life for the Stars             | James Blish                     |           |
| 487     | Crónicas do Fim do Mundo               | The Horn of Time                 | Poul Anderson                   |           |
| 488/489 | A Terra é Uma boa Ideia                | Earthman, Come Home              | James Blish                     |           |
| 490     | A Árvore da Saliva                     | The Saliva Tree                  | Brian Aldiss                    |           |
| 491     | O Triunfo do Tempo                     | The Triumph of Time              | James Blish                     |           |
| 492/493 | No Oceano da Noite                     | In the Ocean of Night            | Gregory Benford                 |           |
| 494/495 | Os Cavalos da Noite                    | Cloud's Rider                    | C. J. Cherryh                   |           |
| 496/497 | Além do Mar dos Sóis                   | Across the Sea of Suns           | Gregory Benford                 |           |
| 498/499 | O Enigma de Malacia                    | The Malacia Tapestry             | Brian Aldiss                    |           |
| 500     | Ó Pioneiro                             | O Pioneer!                       | Frederik Pohl                   |           |

### Números 501 a 563
Na última centena incompleta da Colecção Argonauta encontram-se Inteligência Artificial e a trilogia Helliconia de Brian Aldiss e A Conspiração dos Imortais da autora brasileira Márcia Guimarães. Estas obras foram publicadas nesta coleção entre 1999 e 2006.
| Nº      | Título em português          | Título original                                                 | Autor                        | Notas                          |
| ------- | ---------------------------- | --------------------------------------------------------------- | ---------------------------- | ------------------------------ |
| 501     | A História de Nerilka        | Nerilka's Story: A Pern Adventure                               | Anne McCaffrey               |                                |
| 502/503 | Passagem Para o Passado      | Transfer to Yesterday                                           | Isidore Haiblum              |                                |
| 504/505 | A Companhia de Phule         | Phule's Company                                                 | Robert Asprin                |                                |
| 506     | Criptozóica                  | Cryptozoic                                                      | Brian Aldiss                 |                                |
| 507/508 | As Trevas Além das Estrelas  | The Dark Beyond the Stars                                       | Frank M. Robinson            |                                |
| 509     | Conduzindo às Cegas          | Driving Blind                                                   | Ray Bradbury                 |                                |
| 510/511 | O Paraíso de Phule           | Phule's Paradise                                                | Robert Asprin                |                                |
| 512     | Rota de Colisão              | Collision Course                                                | Robert Silverberg            |                                |
| 513     | O Planeta das Virgens        | Virgin Planet                                                   | Poul Anderson                |                                |
| 514     | O Homem Duplicado            | The Duplicated Man                                              | James Blish e Robert Lowndes |                                |
| 515     | O Mundo de Amanhã            | Tomorrow's World                                                | Hunt Collins                 |                                |
| 516     | A Conquista da Imortalidade  | Immortality, Inc.                                               | Robert Sheckley              |                                |
| 517     | O Exílio do Tempo            | The Exile of Time                                               | Ray Cummings                 |                                |
| 518     | Cidade na Lua                | City on the Moon                                                | Murray Leinster              |                                |
| 519     | O Espaço Exterior            | The Rim of Space                                                | A. Bertram Chandler          |                                |
| 520     | Os Caminhos das Estrelas     | Star Ways                                                       | Poul Anderson                |                                |
| 521     | Nove Príncipes em Âmbar      | Nine Princes in Amber                                           | Roger Zelazny                |                                |
| 522     | Uma Coisa do Outro Mundo     | Out of this World                                               | Murray Leinster              |                                |
| 523     | A Porta da Montanha de Fogo  | Gate of Ivrel                                                   | C. J. Cherryh                |                                |
| 524     | Inteligência Artificial      | Supertoys last all Summer Long and Other Stories of Future Time | Brian Aldiss                 | A.I. - Inteligência Artificial |
| 525/526 | O Poço de Shiuan             | Well of Shiuan                                                  | C. J. Cherryh                |                                |
| 527     | As Armas de Avalon           | The Guns of Avalon                                              | Roger Zelazny                |                                |
| 528/529 | As Labaredas de Azeroth      | Fires of Azeroth                                                | C. J. Cherryh                |                                |
| 530/531 | A Reinvenção dos Dragões     | Dragonsdawn                                                     | Anne McCaffrey               |                                |
| 532     | Estrelas Semeadas            | The Seedling Stars                                              | James Blish                  |                                |
| 533/534 | Os Renegados de Pern         | The Renegades of Pern                                           | Anne McCaffrey               |                                |
| 535/536 | Fumos de Sonho               | Dreaming in smoke                                               | Tricia Sullivan              |                                |
| 537/538 | A Nova Esperança de Pern     | All the Weyrs of Pern                                           | Anne McCaffrey               |                                |
| 539/540 | Renascer                     | Mission Child                                                   | Maureen F. McHugh            |                                |
| 541     | Os Tunfos do Mal             | Trumps of Doom                                                  | Roger Zelazny                |                                |
| 542/543 | O Castelo de Lorde Valentine | Lord Valentine's Castle                                         | Robert Silverberg            |                                |
| 544/545 | A Primavera de Helliconia    | Helliconia Spring                                               | Brian Aldiss                 |                                |
| 546     | O Sinal do Unicórnio         | The Sign of the Unicorn                                         | Roger Zelazny                |                                |
| 547/548 | O Verão de Helliconia        | Helliconia Summer                                               | Brian Aldiss                 |                                |
| 549/550 | O Inverno de Helliconia      | Helliconia Winter                                               | Brian Aldiss                 |                                |
| 551/552 | Os Vigilantes do Imaginário  | Mindplayers                                                     | Pat Cadigan                  |                                |
| 553     | A Grande Roda                | The Big Wheel                                                   | William Rolo                 |                                |
| 554     | Intermundo                   | Interworld                                                      | Isidore Haiblum              |                                |
| 555     | A Raça Futura                | The Coming Race                                                 | Bulwer Lytton                |                                |
| 556     | A Mão de Oberon              | The Hand of Oberon                                              | Roger Zelazny                |                                |
| 557     | As Cortes do Caos            | The Courts of Chaos                                             | Roger Zelazny                |                                |
| 558     | Mundo Exterior               | Outerworld                                                      | Isidore Haiblum              |                                |
| 559     | O Sangue de Âmbar            | Blood of Amber                                                  | Roger Zelazny                |                                |
| 560     | O Mundo dos Espectros        | Specterworld                                                    | Isidore Haiblum              |                                |
| 561     | A Conspiração dos Imortais   | A Conspiração dos Imortais                                      | Márcia Guimarães             | Autora brasileira              |
| 562     | Mundo de Cristal             | Crystalworld                                                    | Isidore Haiblum              |                                |
| 563     | Dune                         | Dune                                                            | Frank Herbert                |                                |

### Colecção Argonauta Gigante
Esta colecção é composta por livros com um formato maior que os livros de bolso. Houve duas séries desta colecção - a primeira de 1986 onde só foi publicada Dune de Frank Herbert, e a última com 25 publicações entre 1998 e 2007. Esta última série inclui toda a série Fundação de Isaac Asimov e as duas primeiras obras da trilogia Night's Dawn de Peter F. Hamilton.
| Nº        | Título em português            | Título original          | Autor              | Notas                                     |
| --------- | ------------------------------ | ------------------------ | ------------------ | ----------------------------------------- |
| 1, 1A, 1B | Dune                           | Dune                     | Frank Herbert      |                                           |
| 1         | Prelúdio à Fundação            | Prelude to Foundation    | Isaac Asimov       |                                           |
| 2         | O Mundo Marciano               | The Martian Chronicles   | Ray Bradbury       | Colecção Argonauta nº6                    |
| 3         | Fundação                       | Foundation               | Isaac Asimov       |                                           |
| 4         | O Homem Ilustrado              | The Illustrated Man      | Ray Bradbury       | Colecção Argonauta nº18                   |
| 5         | Fundação e Império             | Foundation and Empire    | Isaac Asimov       | Colecção Argonauta nº86                   |
| 6         | Fahrenheit 451                 | Fahrenheit 451           | Ray Bradbury       | Colecção Argonauta nº33;Hugo: 1954 (2004) |
| 7         | Segunda Fundação               | Second Foundation        | Isaac Asimov       | Colecção Argonauta nº89                   |
| 8-11      | Disfunção da Realidade         | Reality disfunction      | Peter F. Hamilton  |                                           |
| 12        | No Limiar da Fundação          | Foundation's Edge        | Isaac Asimov       |                                           |
| 13        | Fundação e Terra               | Foundation and Earth     | Isaac Asimov       |                                           |
| 14        | Memória para um Império Futuro | Forward the Foundation   | Isaac Asimov       |                                           |
| 15        | O Mundo Perdido                | The Lost World           | Arthur Conan Doyle | Colecção Argonauta nº349                  |
| 16        | A Árvore do Verão              | The Summer Tree          | Guy Gavriel Kay    |                                           |
| 17        | O Fogo Errante                 | The Wandering Fire       | Guy Gavriel Kay    |                                           |
| 18        | A Senda Sombria                | The Darkest Road         | Guy Gavriel Kay    |                                           |
| 19-22     | O Alquimista do Neutrónio      | The Neutronium Alchimist | Peter F. Hamilton  |                                           |
| 23        | O Último Desejo                | Ostatnie Życzenie        | Andrzej Sapkowski  |                                           |
| 24        | Picoverso                      | Picoverse                | Robert A. Metzger  |                                           |
| 25        | As Torres de Romander          | De Torens van Romander   | W. J. Maryson      |                                           |